# Radikal
Radikal (тур. Радикаль — «Радикальная (газета)») — турецкая газета. Основана 13 октября 1996 года. До 21 июня 2014 года издавалась в печати, до 22 марта 2016 — в электронном виде. 22 марта 2016 года закрыта по финансовым причинам.
До 17 октября 2010 года печаталась в формате берлинер. С 17 октября 2010 года по 22 марта 2016 года публиковалась в формате таблоид. Турецкий аналог The New York Times и The Guardian.
В 2004 году газета получила награду Democracy Media Award Ассоциации турецкой демократии. В газете вели колонку писатель Орхан Памук, певица Сезен Аксу, актёр Сырры Сюрейя Ондер и другие турецкие видные деятели.